# Anders Gustafsson (arkitekt)

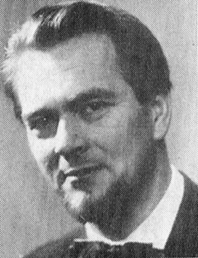
Anders Gustafsson

Karl Anders Algot Gustafsson, född 8 maj 1923 i Ronneby, död 29 juni 1999, var en svensk arkitekt.
Gustafsson, som var son till fotograf Sven Gustafsson och Ella Wifstrand, avlade studentexamen i Karlskrona 1943 och utexaminerades från Kungliga Tekniska högskolan 1951. Han anställdes hos arkitekt Gottfrid Bergenudd i Piteå 1951, hos arkitekt Anders Edblad i Ronneby 1953, blev biträdande arkitekt på stadsarkitektkontoret i Kristianstads stad 1955 och var stadsarkitekt i Nynäshamns stad från 1958.